# Maria Oktyabrskaya
Maria Vasilyevna Oktyabrskaya (Russo: Мария Васильевна Октябрьская; Blizhniy, Distrito de Krasnohvardiiske, Crimeia, 16 de agosto de 1905 — Fastiv, 15 de março de 1944) foi uma motorista de tanque soviética da Grande Guerra Patriótica contra a Alemanha Nazista e a primeira mulher a se tornar condutora de um tanque.[carece de fontes?]
Em 1943, Oktyabrskaya recebeu oficialmente a notícia do falecimento do marido, morto em batalha contra os nazistas em Kiev, ocorrida dois anos antes. Movida por sentimento de vingança, vendeu todas as suas posses para construir e comandar um tanque. O governo soviético aprovou a iniciativa e após cinco meses de treinamento, Maria passou a conduzir um T-34 o qual Maria nomeou de "Namorada de Combate" ("Боевая подруга") da 26ª Brigada de Tanques. A impressão inicial dos militares era que sua presença ali era de caráter propagandístico do regime. No entanto, Oktyabrskaya provou ser em batalha uma tanquista arrojada ao destruir diversas posições de artilharia inimigas, sendo promovida á sargento. Em uma ocasião seu tanque foi atingido e ela saiu do interior para consertá-lo, mesmo sob fogo.
Numa ação noturna em 17 de janeiro de 1944 num povoado próximo de Vitebsk, uma trilha de seu tanque fora atingida. Novamente saiu para consertá-lo. Ao concluir, no entanto, foi atingida na cabeça por fragmentos de bomba. Após permanecer dois meses em coma, faleceu em 15 de março. Recebeu postumamente o título de Heroína da União Soviética.

## Vida antes da guerra
Maria Vasilyevna Garagulya nasceu de uma família camponesa Ucraniana no vilarejo de Kiyat, hoje Blizhniy, distrito de Krasnohvardiiske na Peninsula da Crimeia. Ela era uma de dez crianças na família. Antes da Segunda Guerra Mundial, ela se mudou para Simferopol, aonde trabalhava em uma fabrica de conservas, e depois como operadora de telefone. Em Simferopol conheceu e imediatamente se apaixonou por Ilya Fedorovich Ryadenko, do Exercito Vermelho. Em 1925, os dois se casaram e assumiram o sobrenome Oktyabrsky.
Maria Vasilyevna não queria ser deixada para trás por seu marido em nada, começando então a adquirir interesse em assuntos militares. Ela se tornou envolvida com o 'Conselho de Esposas Militares', cantando musicas folclóricas para os soldados. Foi treinada como enfermeira no exercito. Ela também aprendeu a manusear metralhadoras e revolveres, e a dirigir veículos. Ela disse "Case com um soldado, e você também serve no exercito; a esposa de um oficial é não só uma mulher orgulhosa mas também um titulo de responsabilidade."

## Segunda Guerra Mundial
Quando a frente ocidental da Segunda Guerra Mundial foi aberta, seu marido foi enviado para a frente, e Maria foi evacuada de Quixinau para Tomsk, na Sibéria. Em Tomsk, seu marido lhe escrevia;
"Acredite, querida, acredite, a vitória definitivamente será nossa. Destruiremos os nazistas." 
Infelizmente, Ilya Fedorovich não viveria para presenciar a vitória. Enquanto vivendo em Tomsk, ela descobriu que seu marido fora morto em batalha pelas forças da Alemanha Nazista, próximo á Kiev em agosto de 1941. Oktyabrsky liderava combatentes á batalha quando fora atingido por rajadas de metralhadoras inimigas. A noticia levou dois anos para chegar á ela, então em 1943, tal fora sua fúria ao escuta-la que ela se tornou determinada á lutar contra os alemães para vingar a morte de seu marido. Ela vendeu todas as suas posses para construir um tanque e doar ao Exercito Vermelho. O dinheiro porém não fora o bastante, então ela começou a bordar, para conseguir o restante do dinheiro necessário, dia após dia, por dois meses, até atingir sua meta. Em uma carta para Josef Stalin, Ela pediu que o tanque, um tanque médio de modelo T-34, fosse nomeado de "Namorada de Combate" e que ela fosse permitida de comanda-lo. Em sua carta para o Kremlin ela disse;
"Caro Josef Vissarionovich! Nas batalhas pela pátria, meu marido, o comissário regimental Ilya Fedorovich Oktyabrsky, morreu. Por sua morte, pela morte do povo soviético torturados pelos bárbaros fascistas, quero me vingar dos cães fascistas, pelos quais contribuí com todas minhas economias pessoais para o banco estatal para construir um tanque — 50.000 rublos. Peço-lhe que nomeie o tanque de "Namorada de Combate" e me mande para a frente como motorista desse tanque. Tenho a especialidade de motorista, um excelente comando de metralhadora, e sou uma atiradora de Vorashilov. Maria Oktyabrskaya." 
O Comitê de Defesa do Estado, liderado por Stalin, aprovou seu pedido, ao qual Stalin respondeu;
"Obrigado, Maria Vasilyevna, por sua preocupação com as forças blindadas do Exercito Vermelho. Seu pedido será atendido, por favor, aceite meus cumprimentos. Comandante Supremo, Josef Stalin." 
Oktyabrskaya, agora aos 38 anos. Imediatamente após a doação, se inscreveu na escola de tanque de Omsk por 5 meses. Foi algo inusitado; era comum que a tripulação de um tanque fosse levada diretamente á frente com treinamento mínimo. Depois de completar seu treinamento, finalmente recebeu seu tanque junto da tripulação, ao seu lado estariam o tenente Chebotko como comandante do tanque, M. V. Oktyabrsky como motorista e mecânica, o atirador Yasko e operador de rádios Misha Galkin. Sendo postos na 26° Brigada de Tanques de Guarda, parte do 2° Corpo de Tanques de Guarda, em setembro de 1943 como motorista e mecânica, ela brasou "Namorada Lutadora" na torre de seu T-34. Muitos soldados viam sua presença como de caráter propagandístico e como piada, mas essa atitude mudou quando Oktyabrskaya lutou em Smolensk.

### Combate
Em setembro de 1943. Em uma clareira da floresta, os soldados se reuniram para uma manifestação, na qual Maria pediu para falar e deu um passo a frente, falando com paixão, ela disse "Meus queridos amigos! tenho orgulho de lutar contra nosso inimigo odiado como parte da gloriosa unidade da guarda! eu entendo oque um soldado dessa unidade deve ser. Mas vamos! chegaremos ao covil da besta e os desencorajaremos de nos atacarem novamente! eu juro a vocês que a tripulação de "Namorada de Combate" não os deixaram para trás! enquanto meu coração bater eu esmagarei os nazistas!" 
Sua primeira batalha de tanque ocorreu em outubro de 1943. Manobrando seu tanque em uma batalha intensa; Ela e seus companheiros destruiram ninhos de metralhadoras e artilharias. Quando seu tanque foi atingido, Oktyabrskaya, ignorando ordens, saltou para fora de seu tanque e efetuou concertos sob fogo inimigo. Ela foi promovida á sargento por sua bravura.
Um mês depois, entre 17 e 18 de novembro, forças soviéticas capturaram o vilarejo de Novaje Siało na região de Vitebsk em uma batalha noturna. Durante esse ataque, Oktyabrskaya cresceu sua reputação como motorista de tanque habilidosa. No 17 de Novembro, Oktyabrskaya tomou parte do ataque nas posições alemãs próximas ao vilarejo. Porém, artilharia inimiga explodiu contra as trilhas de seu tanque, parando seu avanço. Oktryabrskaya seguida de seus companheiros, saltou para fora em uma tentativa de concertar as trilhas, enquanto companheiros lhes davam cobertura. Eventualmente, eles concertaram a trilha e ela e seu tanque se reuniram á unidade principal vários dias depois.
Dois meses depois, no dia 17 de janeiro de 1944, Oktyabrskaya lutou em outra batalha noturna, como parte da Ofensiva de Leningrado-Novgorod. A batalha provaria ser sua ultima. O ataque ocorreu no vilarejo de Šviedy, próximo á Vitebsk. Durante a batalha, ela dirigiu seu T-34 através das defesas Alemãs, e destruiu resistências em trincheiras e ninhos de metralhadora. A equipe de tanque também destruíram misseis alemães. Subsequentemente, o tanque fora novamente atingido por artilharia antitanque Alemã em suas trilhas e ficou imobilizado. Oktyabrskaya imediatamente saiu do tanque e começou a concertar a trilha, em meio á fogo cruzado de armas e artilharia. Ela conseguiu concertar a trilha mas foi acertada na cabeça por fragmentos de uma mina e perdeu consciência. Depois da batalha, foi transportada para um hospital de campanha militar Soviético em Fastiv, próximo á Kiev, e então de avião para um hospital militar em Smolensk,

No hospital, o cirurgião nota que o fragmento atravessou seu olho e acertou seu hemisfério cerebral, a enfermeira anotou após a cirurgia que houve grande perda de sangue e que os sinais vitais de Oktyabrskaya estavam fracos. Naquela noite um membro do conselho militar foi visita-la, tranquilizando-a, contou que a tripulação estava saudável. Ele ordenou os médicos prepararem para transporta-la para Moscou, mas seu estado se deteriorava rapidamente. Lapsos de memoria, dores de cabeça severa, febre e delírio se tornavam mais comuns. Quando Maria Vasilyevna recobrou sua consciência, sua primeira pergunta foi sobre os filhos, Major Topok lhe trouxe grande alegria ao entrega-la cartas e presentes dos filhos, na carta disseram;
Olá! Nossa mãe Maria Vasilyevna! Desejamos á você uma rápida recuperação. Acreditamos profundamente que nossa "Namorada de Combate" chegará á Berlim. Nos vingaremos impiedosamente do inimigo por sua lesão. Entraremos em combate em uma hora, enviamos abraços, nossa "Namorada de Combate".
Uma lagrima escorreu do rosto de Maria Vasilyevna; "Diga a eles, camarada Major, que estou muito feliz por eles... e grata." Major Topok presenteou Maria Vasilyevna com a medalha por coragem e heroísmo Ordem da Guerra Patriótica de primeira classe. Essa foi a ultima visita que Oktyabrskaya recebeu, falecendo no amanhecer do dia 15 de março. Ela foi enterrada com honras militares no Jardins da Lembrança dos Heróis, no Kremlin de Smolensk, ás margens do Dnieper.

No agosto seguinte, Oktyabrskaya foi postumamente nomeada Heroína da União Soviética em reconhecimento de sua coragem nas batalhas próximas á Vitebsk.

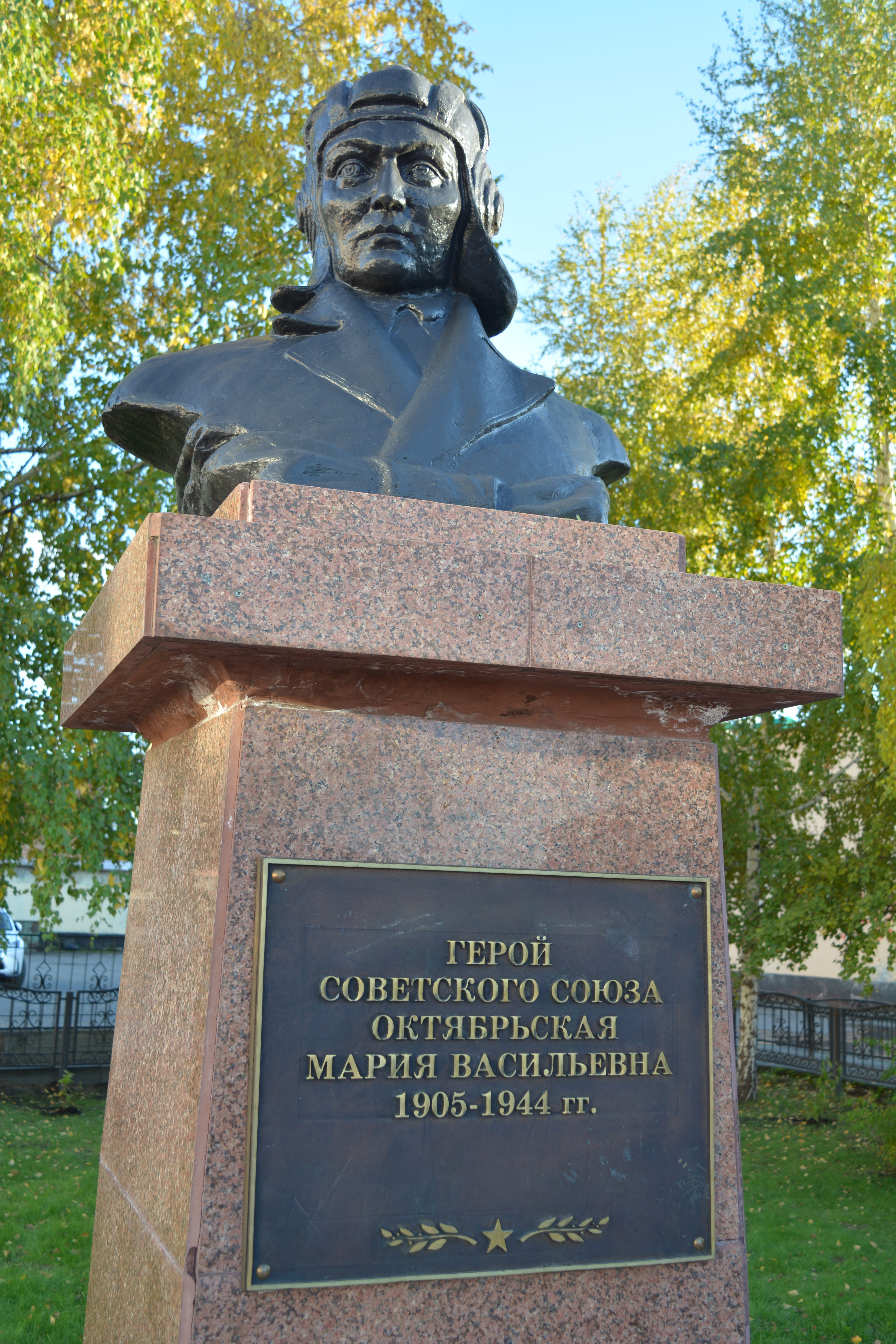
Busto de Maria Oktyabrskaya, em uam escola que leva seu nome em Tomsk
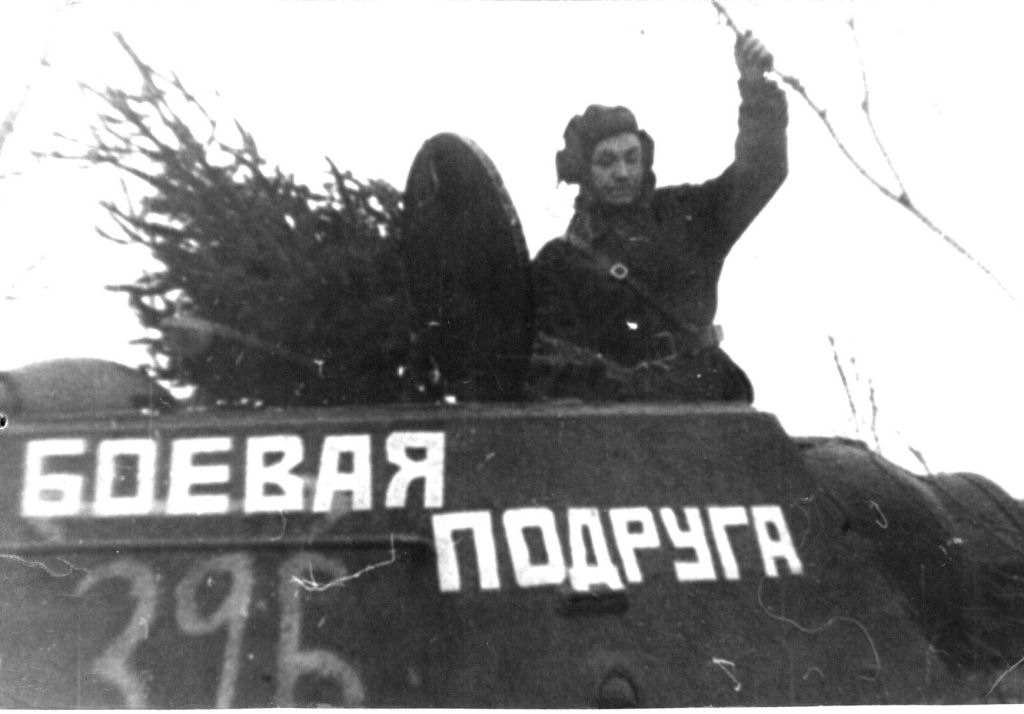
Tanque "Namorada de Combate"
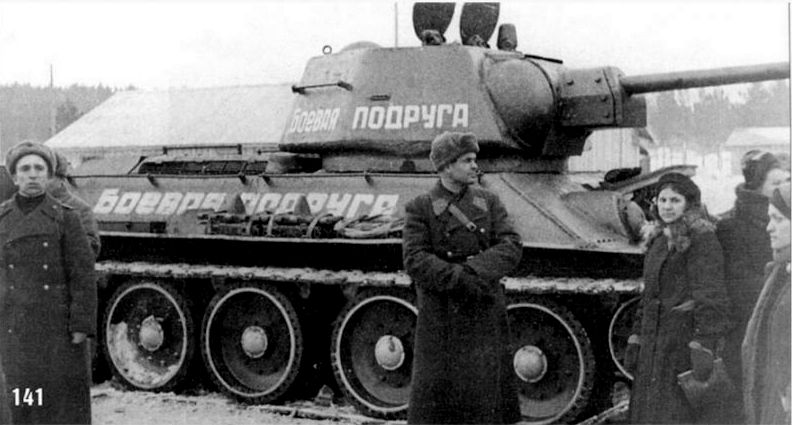
Tanque "Namorada de Combate"
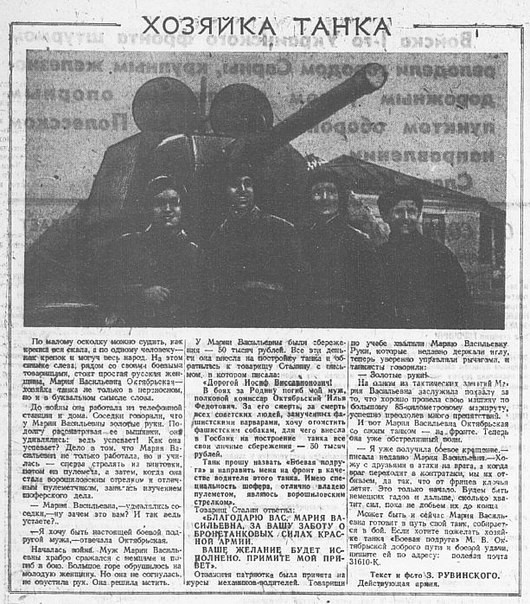
Artigo do jornal sobre Oktyabrskaya e sua tripulação.

## Legado
- Em sua memória, a Escola 24° em Tomsk leva seu nome, um monumento foi erguido em sua honra no pátio pelo escultor S.I. Danilin. Algumas de suas relíquias são guardadas no museu da escola.[2][4]
- Em Smolensk, uma rua leva seu nome.[2]